# Ratz (partido político)
Ratz (en hebreo: רָצ‎), oficialmente el Movimiento por los Derechos Civiles y la Paz (hebreo: הַתְּנוּעָה לִזְכוּיוֹת הָאֶזְרָח וְלַשָּׁלוֹם HaTnua'a LeZkhuyot HaEzrah VeLaShalom), fue un partido político de izquierdas israelí que se centró en los derechos humanos, los derechos civiles y los derechos de las mujeres. Estuvo activo desde 1973 hasta su fusión formal con Meretz en 1997. Sin embargo, aun figura como un partido político registrado.

## Historia
El Movimiento por los Derechos Civiles y la Paz fue fundado en 1973 por Shulamit Aloni, exparlamentaria del Alineamiento. Como miembro del campo pacifista israelí, desde su creación el partido se opuso a la ocupación de Cisjordania y la franja de Gaza, abogando por un acuerdo de paz con la Organización para la Liberación de Palestina. Entre sus principales objetivos se encontraban el secularismo, la separación entre religión y Estado, y la promoción de los derechos civiles, especialmente los derechos de las mujeres, una cuestión de gran importancia para Aloni. Además se destacó por su compromiso contra la corrupción y su defensa de la necesidad de una constitución escrita. Aloni llegó a presidir el subcomité para las leyes fundamentales. Por un tiempo, el partido también apoyó la implementación de una reforma electoral.
En las elecciones de 1973, que fueron su primera participación electoral, el partido obtuvo el 2,2 % de los votos, lo que se tradujo en tres escaños en la Knéset. Estos fueron ocupados por Aloni, Marcia Freedman y Boaz Moav. El partido pronto se hizo conocido popularmente como Ratz, ya que utilizaba las letras Resh - Tzadik en las papeletas electorales. Tras la dimisión de Golda Meir, el partido se unió al gobierno de Isaac Rabin y Aloni asumió el cargo de ministra sin cartera. Este fue uno de los pocos períodos en la historia política de Israel en los que ningún partido religioso formó parte de la coalición de gobierno. Sin embargo, esta alianza solo duró unos meses, ya que cuando el Mafdal se unió a la coalición, Ratz decidió abandonarla.
En 1975, el partido se juntó con Aryeh Eliav, un parlamentario independiente que se había separado del Alineamiento, para formar un nuevo partido llamado Ya'ad – Movimiento por los Derechos Civiles. Sin embargo, Ya'ad se disolvió al año siguiente, lo que llevó a Aloni y Moaz a reestructurar Ratz. Marcia Freedman no regresó, sino que optó por establecer la Facción Socialdemócrata (posteriormente renombrada como Facción Socialista Independiente) junto a Eliav.
Ratz obtuvo resultados desfavorables en las elecciones de 1977, en las que consiguió solo un escaño, que fue ocupado por Aloni. Esta situación se repitió en las elecciones de 1981, donde nuevamente Aloni fue la única representante del partido en la Knéset. Durante esta legislatura, se unió al Alineamiento, pero luego se separó de nuevo antes de que llegara a su término.
Antes de las elecciones de 1984, el Campo de Izquierda de Israel se fusionó con Ratz en una proporción de uno a tres, incorporando a Ran Cohen, entre otros miembros. En estas elecciones el partido experimentó una mejora con respecto a las dos anteriores, logrando tres escaños. A lo largo de la legislatura, el partido sumó otros dos escaños cuando Yossi Sarid y Mordechai Virshubski se unieron, provenientes del Alineamiento y Shinui respectivamente. El partido mantuvo su fuerza de cinco escaños en las elecciones de 1988.
Antes de las elecciones de 1992, el partido formó una alianza con Mapam y Shinui llamada Meretz, manteniendo su estatus independiente dentro de la coalición electoral. Esta nueva coalición fue un éxito y obtuvo 12 escaños, dos más de los que los partidos habían obtenido en la Knéset anterior. Antes de las elecciones de 1996, Aloni perdió el liderazgo del partido tras ser derrotada por Sarid en las primarias. Tras su derrota, se retiró de la política inmediatamente. En 1997, los partidos miembros de Meretz se fusionaron oficialmente en un solo partido (aunque varios miembros de Shinui, liderados por Avraham Poraz, se separaron para restaurar Shinui; mientras que David Zucker se convirtió en un diputado independiente) y Ratz dejó de existir de manera efectiva. Sin embargo, continuó siendo un partido político registrado y presentó informes financieros al Registro de Partidos en 2010 y 2013.

## Resultados electorales
En la siguiente tabla se muestran los resultados de las elecciones en que Ratz participó como partido independiente o bien como parte de una coalición electoral:
| Elección | Votos                | %                    | Escaños | +/–         | Líder          | Estado                |
| -------- | -------------------- | -------------------- | ------- | ----------- | -------------- | --------------------- |
| 1973     | 35 023 (#7)          | 2,2                  | 3/120   | Nuevo       | Shulamit Aloni | Oposición (1973–1974) |
| 1973     | 35 023 (#7)          | 2,2                  | 3/120   | Nuevo       | Shulamit Aloni | Coalición (1974)      |
| 1973     | 35 023 (#7)          | 2,2                  | 3/120   | Nuevo       | Shulamit Aloni | Oposición (1974-1977) |
| 1977     | 20 621 (#12)         | 1,2                  | 1/120   | 2           | Shulamit Aloni | Oposición             |
| 1981     | 27 921 (#10)         | 1,4                  | 1/120   | Sin cambios | Shulamit Aloni | Oposición             |
| 1984     | 49 698 (#8)          | 2,4                  | 3/120   | 2           | Shulamit Aloni | Oposición             |
| 1988     | 97 513 (#5)          | 4,3                  | 5/120   | 2           | Shulamit Aloni | Oposición             |
| 1992     | Como parte de Meretz | Como parte de Meretz | 6/120   | 1           | Shulamit Aloni | Coalición             |
| 1996     | Como parte de Meretz | Como parte de Meretz | 4/120   | 2           | Yossi Sarid    | Oposición             |

## Miembros de la Knéset
| Kneset (MK)    | Miembros de la Knéset |
| -------------- | --- |
| 8.º (3 - 1)    | Shulamit Aloni, Boaz Moav − Marcia Freedman (a la facción socialdemócrata)                                                                        |
| 9.º (1)        | Shulamit Aloni |
| 10.º (1)       | Shulamit Aloni |
| 11.º (3 + 2)   | Shulamit Aloni, Mordechai Bar-On (reemplazado por David Zucker), Ran Cohen + Yossi Sarid (de la Alineamiento ) + Mordechai Virshubski (de Shinui) |
| 12.º (5)       | Shulamit Aloni, Ran Cohen, Yossi Sarid, Mordechai Virshubski, David Zucker                                                                        |
| 13.º (6 de 12) | Shulamit Aloni, Ran Cohen, David Zucker, Yossi Sarid, Naomi Chazan, Binyamin Temkin                                                               |
| 14.º (4 de 9)  | Yossi Sarid, Ran Cohen, David Zucker, Naomi Chazan                                                                                                |